# Charles Salzberg
Charles Salzberg é um escritor, jornalista, editor e professor americano.

## Infância e educação
Salzberg nasceu em Nova Iorque em 1946. Ele se formou na Barnard School for Boys (agora parte da Horace Mann School) em 1963. Ele então frequentou a Universidade de Syracuse, obtendo um diploma de bacharel em Inglês em 1967. Ele frequentou o curso de Direito da Universidade de Boston de 1967 a 1968.

## Jornalismo
Salzberg conseguiu um emprego na sala de correspondência em Nova York (revista) em 1976. Entre as entregas de correspondência, ele começou a apresentar ideias de artigos para a editora, Elizabeth Crowe. Ele então se tornou um escritor freelance, escrevendo artigos para periódicos como Esquire Magazine, GQ, Revista Elle, Redbook, Good Housekeeping e New York (revista).
Ele escreveu resenhas de livros para o New York Times, The Miami Herald, The Plain Dealer e The Los Angeles Times.

## Livros
Salzberg é o autor do detetive e da ficção policial, assim como numerosos trabalhos de não-ficção. Seus romances incluem a série de detetives Henry Swann: Swann's Last Song (2008) e Swann Dives In (2012). Swann's Last Song foi uma recomendação do New York Post e foi nomeado para um Shamus Award. O mais novo romance de Salzberg, Devil in the Hole (2013), é baseado no caso notório de John List, que assassinou sua família e escapou da condenação por 18 anos.
Seu trabalho de não-ficção inclui livros sobre beisebol, basquete, treinamento e personalidades conhecidas como Soupy Sales e a lutadora Missy Hyatt.

## Oficina de escritores de Nova Iorque e ensino

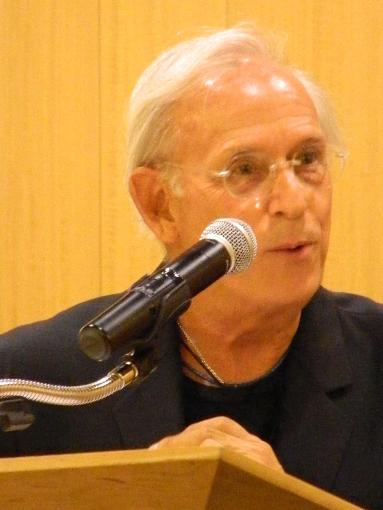
Charles Salzberg em Nova Iorque entretendo o público na Barnes & Noble, em 9 de agosto de 2013.

Salzberg é um conhecido professor de escrita e mentor e é membro fundador do New York Writers Workshop. Seus alunos incluem Lauren Weisberger (autora de The Devil Wears Prada), Joy Behar (co-apresentadora do The View ), Susie Essman (co-estrela de Curb Your Enthusiasm), Sally Koslow (autora de Little Pink Slips), Linda Yellin (autor de The Last Blind Date e Such a Lovely Couple), e Stephanie Klein (autora de Straight Up and Dirty).
Salzberg ensinou redação no Sarah Lawrence College, no Open Center e na Writer's Voice, além de ter atuado como professor visitante de jornalismo de revista na Escola de Comunicações Públicas SI Newhouse da Universidade de Syracuse. Em 1996, ele foi chamado de um dos "Grandes Professores de Nova Iorque" pela New York Magazine.

## Anos recentes
Salzberg é o atual editor de ficção do webzine ducts.org e editor-chefe e co-fundador da Greenpoint Press.

### Romances
- Devil in the Hole (2013)
- Swann Dives In (2012)
- Long Island Noir" (colaborador, editado por Kaylie Jones) (2012)
- Swann's Last Song  (2008)

### Não-ficção
- The Mad Fisherman: Kick Some Bass with America's Wildest TV Host (com Charlie Moore) (2009)
- Soupy Sez: My Zany Life and Times (com Soupy Sales) (2003)
- Catch Them Being Good: Everything You Need to Know to Successfully Coach Girls (com Tony DiCicco) (2003)
- On a Clear Day They Could See Seventh Place: Baseball's Worst Teams (com George Robinson) (1991)
- Missy Hyatt: The First Lady of Wrestling (com Missy Hyatt) (2001)
- From Set Shot to Slam Dunk: The Glory Days of Basketball in the Words of Those Who Played It (1988)